# 御船町恐竜博物館
御船町恐竜博物館（みふねまちきょうりゅうはくぶつかん）は、熊本県上益城郡御船町大字御船995-6にある町立の自然史博物館。化石発掘体験場として「みふね化石ひろば」を持つ。

## 概要
昭和54年（1979年）、御船町内に分布する御船層群から日本初となる肉食恐竜の化石（のちにミフネリュウと命名）が発見され、平成2年（1990年）には天君ダム周辺から恐竜化石がまとまって発見されるようになった。これを契機として整備構想が策定され、平成10年（1998年）4月30日に、「御船町恐竜博物館」が開館した｡
ミフネリュウの化石をはじめ、海外で発見された化石なども展示されている。

## 沿革
- 1979年（昭和54年）8月 - 御船町上梅木で肉食恐竜の歯の化石が発見される。
- 1984年（昭和59年）1月 - 長谷川善和横浜国立大学教授（当時）が1979年に発見された化石は肉食恐竜の歯の化石であると日本古生物学会で発表。日本初の肉食恐竜化石（通称：ミフネリュウ）として有名になる。
- 1990年（平成2年）3月〜8月 - 天君ダム付近において、獣脚類のものと思われる化石がいくつか発見される。
- 1992年（平成4年）
  - 4月 - 御船町カルチャーセンターにアロサウルス全身骨格が展示される。
  - 11月 - 天君ダム周辺の御船層群上部層化石包蔵地を御船町の文化財（天然記念物）に指定。
- 1998年（平成10年）
  - 3月 - 熊本県重要化石分布確認調査終了。報告書が発行される。
  - 4月 - 御船町恐竜博物館が開館。
- 2000年（平成12年）
  - 3月 - 御船町恐竜町恐竜博物館条例を制定。
  - 4月 - 御船町恐竜博物館リニューアルオープン。
- 2001年（平成13年）10月 - 登録博物館に登録される。
- 2013年（平成25年）12月 - 移転のため2014年4月26日まで休館。
- 2014年（平成26年）4月 - 新館に移転。

## アクセス
- 九州自動車道御船インターチェンジから国道445号線を東（山都町方面）へ向かい10分。
- 熊本桜町バスターミナルから熊本バス御船経由甲佐ゆき・砥用ゆき・通潤山荘ゆきで40分、御船町恐竜博物館前下車、すぐ。

## その他
- 2017年3月26日放送の『サザエさん放送2400回SP』「熊本大分磯野家一家が応援旅行」で、当施設が登場した。